# サキシマヌマガエル
サキシマヌマガエル（学名: Fejervarya sakishimensis）は、ヌマガエル科に分類されるカエルの1種。
2007年に、東南アジアから中国、日本にかけて広く分布する Fejervarya limnocharis から区別され、新種として記載された。

## 分布
日本固有種で、宮古諸島（池間島、宮古島、伊良部島、下地島、来間島）及び八重山諸島（石垣島、竹富島、小浜島、西表島、波照間島）に自然分布する。
また、これらの島嶼から、大東諸島（北大東島、南大東島）、宮古諸島（多良間島）、八重山諸島（黒島、与那国島）に移入していることがわかっている。与那国島には1920年代前半に、大東諸島には1921年ごろ及び1970年代に移入されたと考えられている。

## 特徴
体長は、雄が41〜57mm、雌が50〜69mm。
体色には個体差があり、灰褐色から茶褐色で、不定形な暗色の斑紋が見られる。また、背面の皮膚には隆条突起や小さな顆粒状突起が散在する。背側線はないが、明瞭な背中線を持つ個体もいる。
水田、河川や山中に生息する。側溝や庭先に見られることもあり、雨天時には水辺から遠く離れて活動することもある。
食性は動物食で、夜間に小型の無脊椎動物などを食べる。ヌマガエルより警戒心が強く、動きも俊敏、跳躍力も強い
ヌマガエルと比較し、頭胴長が長く、頭胴長に対する頭長や鼻間距離等の割合が小さい点などが異なっている。また、背中線を持ち、背側線がなく、腹が白いこともヌマガエルと異なる。また、水辺近くに生息するヌマガエルとは異なり、水系から離れた森林域にも生息する。
繁殖期は3-8月 で、3300-3800個 の卵を産む。雄は夜間の水辺で鳴き、雌を呼ぶ。雌は止水地や流れの穏やかな河川、側溝や一時的な水溜まりなどの水辺に少量ずつ複数回に分けて産卵し、卵は卵は水草や水底に付着する。
ヌマガエルと比較し、頭胴長が長く、頭胴長に対する頭長や鼻間距離等の割合が小さい点などが異なっている。また、背中線を持ち、背側線がなく、腹が白いこともヌマガエルと異なる。また、水辺近くに生息するヌマガエルとは異なり、水系から離れた森林域にも生息する。また、繁殖行動はヌマガエルに似るものの、雄の鳴き声はヌマガエルとは異なる。